# Andijon
Andijon, ( IPA: [and̪iˈd͡ʒɒn]; régebben: Андижон / ئەندىجان; újperzsa nyelven: اندیجان, Andidzsán; orosz nyelven: Андижан, Andizsan) város Üzbegisztánban. Az Andijon régió adminisztratív, gazdasági és kulturális központja. Andijon a Ferganai-medence délkeleti szélén található, Üzbegisztán és Kirgizisztán határán.

## Nevének eredete
A város nevének eredete bizonytalan. A 10. századi arab földrajzosok Andijont Hindijaannak, Hindaghannak vagy Handigannak nevezték („Hindu templomok városa”).

## Története

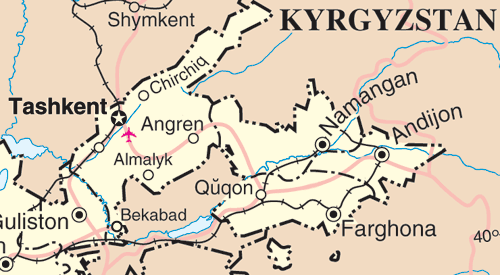
Andijon a térképen

Andijon a Ferganai-medence egyik legrégebbi városa. A város néhány részén a régészek a 7. és 8. századból származó tárgyakat találtak. Andijon egykor a Selyemút fontos városa volt. A város talán legismertebb Bábur mogul sah szülőhelyéről, akinek számos kudarcot követve végül sikerült lerakni az indiai szubkontinensi Mogul Birodalom alapját, és aki az első mogul császár lett. Andijon a Timuridák, különösen Bábur uralkodása alatt a régió nagy és fontos városa volt. Ebben az időszakban virágzott a városban a művészet és a kultúra.
Andijon az ország egyik fontos ipari városa. Az itt gyártott termékek közé vegyi anyagok, háztartási gépek, elektronika, élelmiszerek, bútorok, ekék, szivattyúk, cipők, mezőgazdasági gépek alkatrészei, valamint különböző mérnöki eszközök tartoznak. 

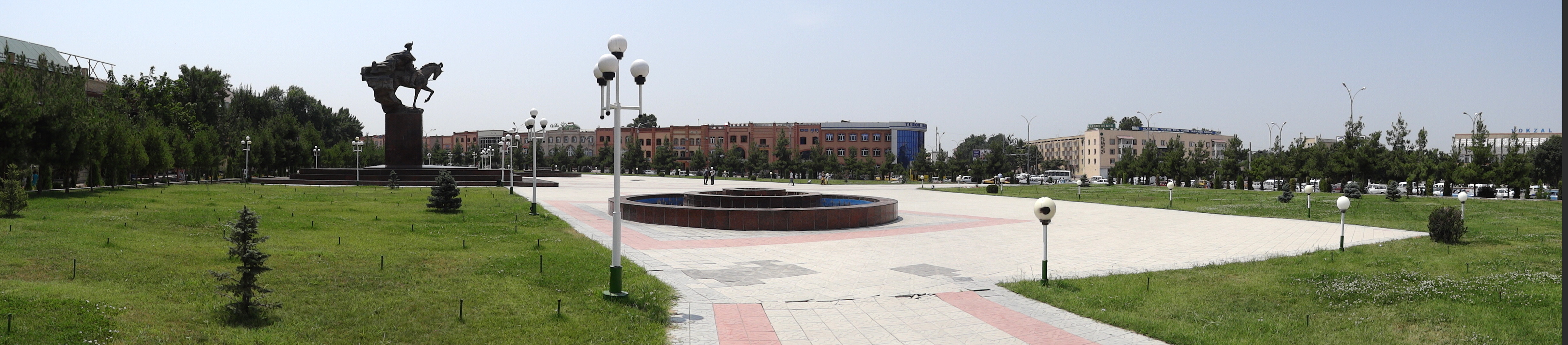
Andijon látképe

A 18. században a Kokandi Kánság megalakulása után a fővárost Andijonból Kokandba költöztették. A 19. század közepén az orosz birodalom elkezdte a mai Közép-Ázsia területének megszállását. 1876-ban az oroszok megragadták a hatalmat a Kokandi Kánságban és Andijon városában is.
A város volt az 1898-as andijoni felkelés központja, amelyben a szufi vezető Muhammad Ali Madali követői megtámadták a város orosz laktanyáit, megölve 22 embert és 16-20 személy is megsérült. A megtorlás során a felkelés 18 résztvevőjét akasztották fel, és 360 személyt száműztek.
1902. december 16-án a város nagy részét súlyos földrengés sújtotta, megölve a 4500 lakost. Miután Andijon szovjet uralom alá került, a város hamarosan fontos üzemi városává vált az Üzbég Szovjet Szocialista Köztársaságban.
Közép-Ázsia szovjet demarkációja során Andijon elkülönült a történelmi hátországtól, mivel a Ferganai-medencét három szovjet köztársaság közt osztották el, Andijon az Üzbég Szovjet Szocialista Köztársaságnak jutott.
A második világháború alatt sok szovjet állampolgárt evakuáltak Andijonba és a környező városokba.
Az 1990-es években Andijon és a környező régió politikailag instabil lett. A szegénység és az iszlám fundamentalizmus fellendülése feszültségeket okozott a régióban. A város és az egész régió súlyos gazdasági visszaesést szenvedett a Szovjetunió 1991-es szétesése után. Az ismételt határbezárások súlyos károkat okoztak a helyi gazdaságnak.

## Galéria

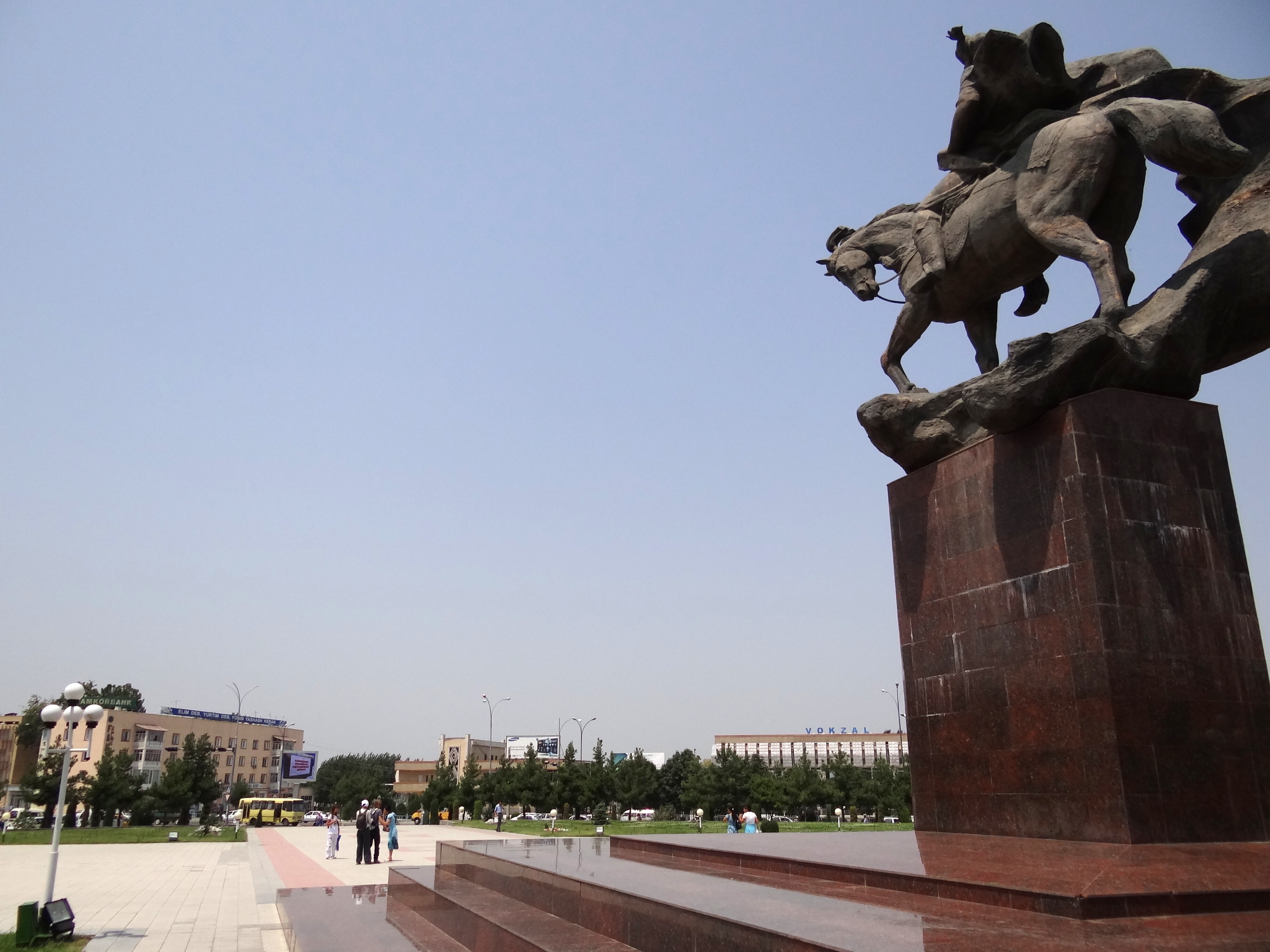
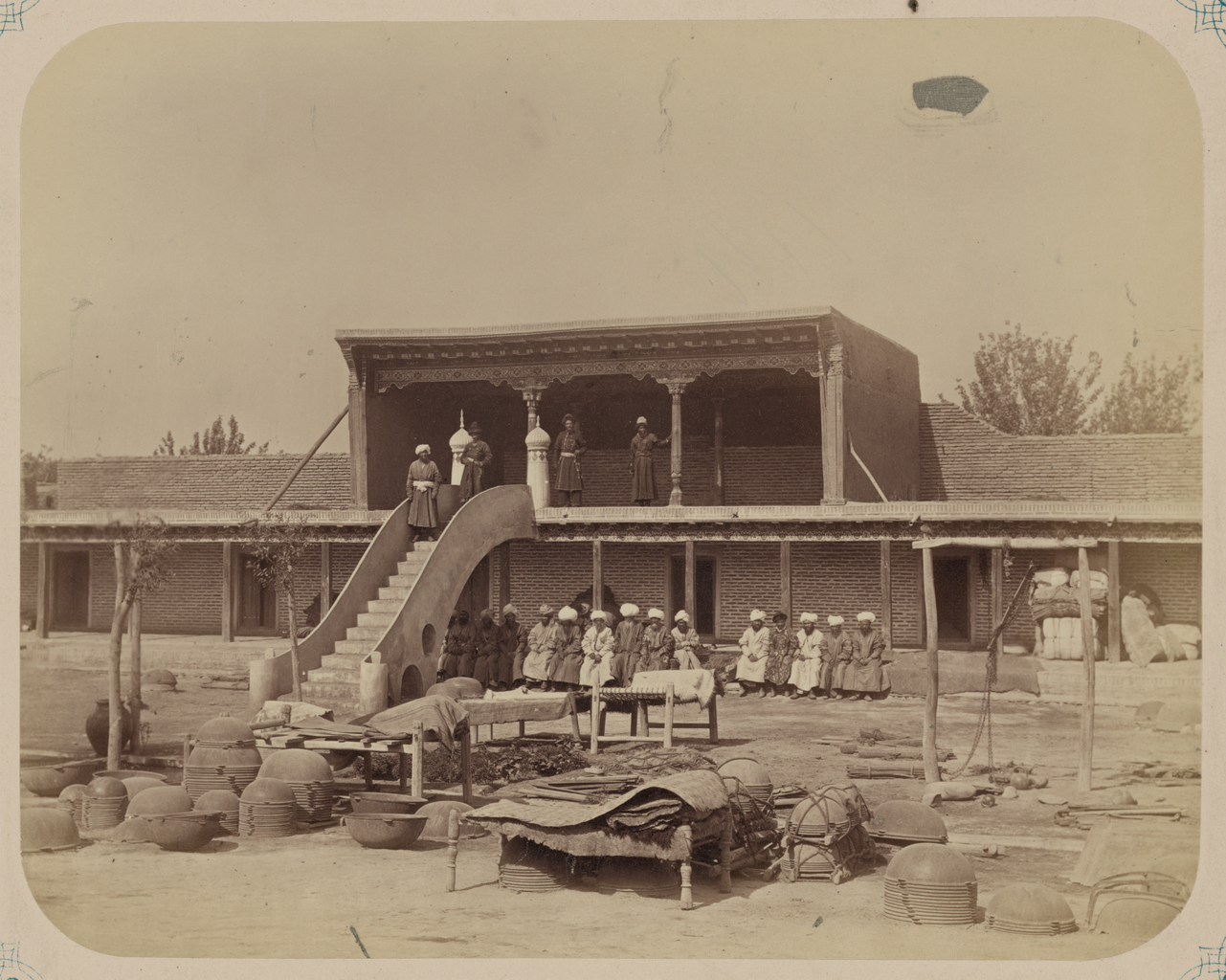
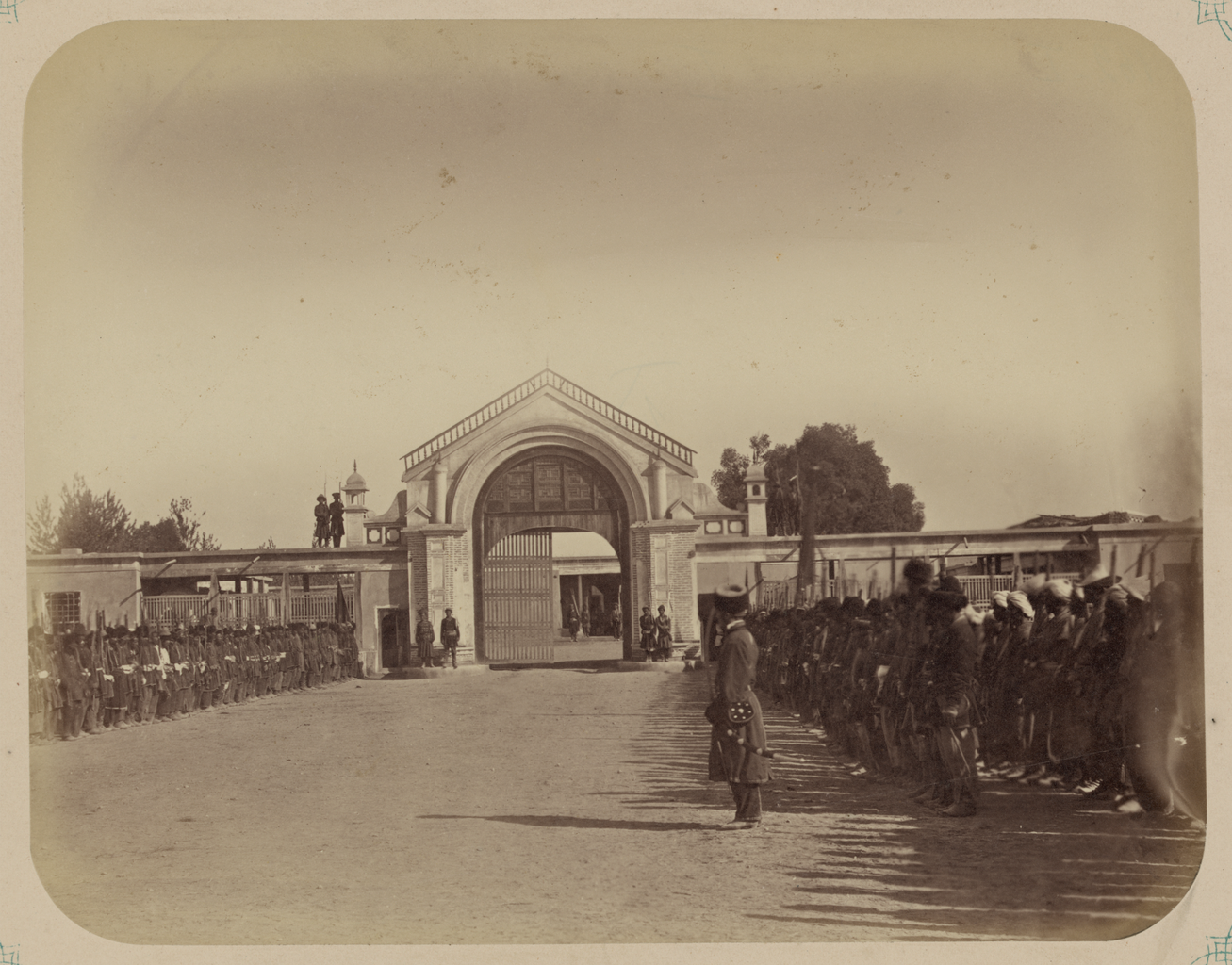
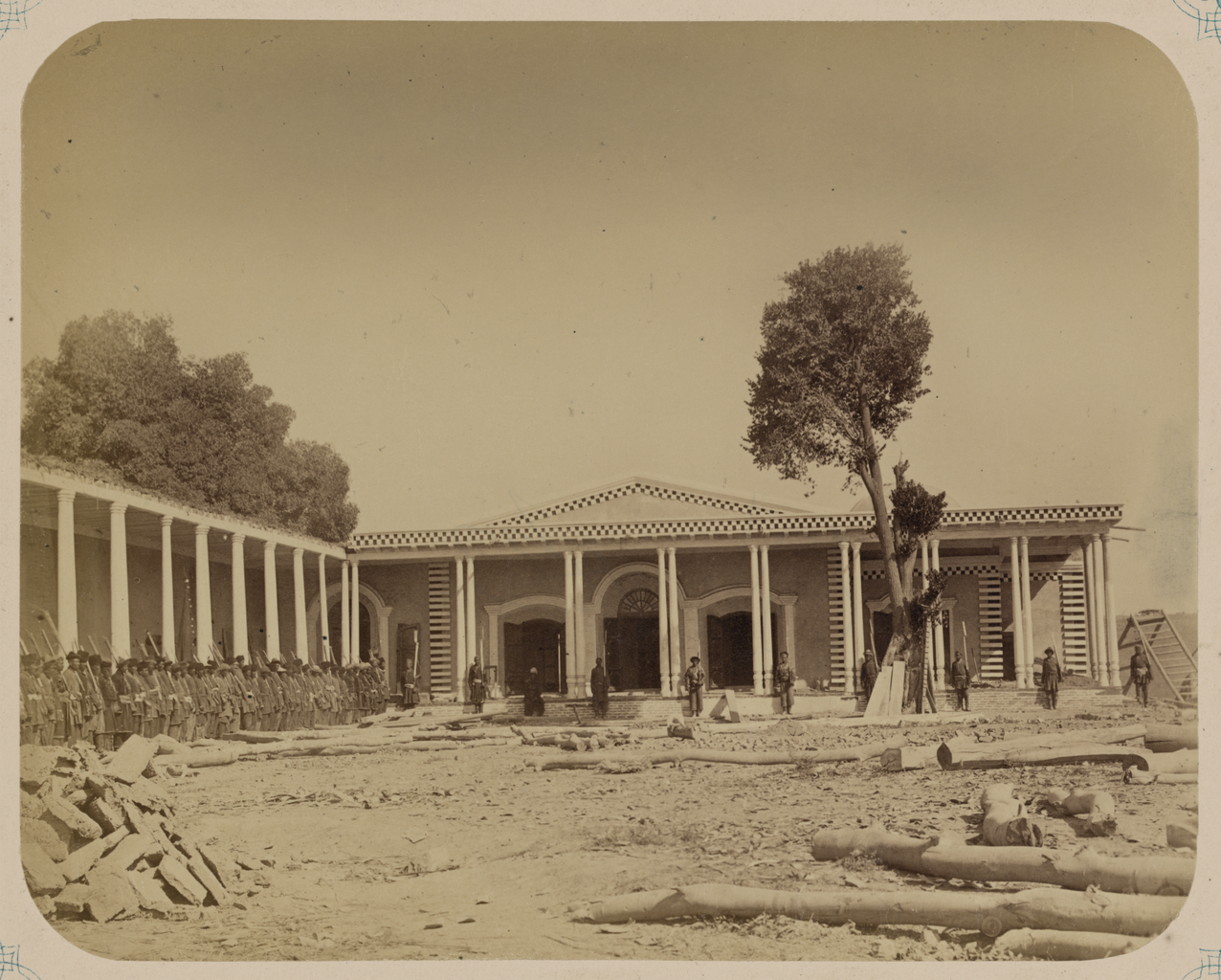

## Fordítás
- Ez a szócikk részben vagy egészben  az   Andijan című angol Wikipédia-szócikk ezen változatának fordításán alapul.  Az eredeti cikk szerkesztőit annak laptörténete sorolja fel. Ez a jelzés csupán a megfogalmazás eredetét és a szerzői jogokat jelzi, nem szolgál a cikkben szereplő információk forrásmegjelöléseként.